# Miguel Ángel Torres
Miguel Ángel Torres (Chivilcoy, 19 luglio 1954) è un ex calciatore argentino, di ruolo attaccante.

## Carriera

### Club
Ha giocato nella massima serie argentina e messicana.

### Nazionale
Con la Nazionale argentina ha preso parte alla Copa América 1979.